# 卡瓦略斯
卡瓦略斯是巴西米纳斯吉拉斯州的一个市镇。总面积282.587平方公里，总人口4611人，人口密度16.3人/平方公里。